# Lindal, Kyrkslätt
Lindal är en liten by i Kyrkslätt i det finländska landskapet Nyland. Byn ligger endast cirka två kilometer från Kyrkslätts centrum. Lindal består i huvudsakligen av höghus och radhus som har byggts på 1960- och 1970-talet. Byn har en liten butik och ett privat daghem.